# Viola filicaulis
Viola filicaulis Hook.f. – gatunek roślin z rodziny fiołkowatych (Violaceae). Występuje endemicznie w Nowej Zelandii – na Wyspie Północnej i Południowej. 

## Morfologia
PokrójBylina dorastająca do 6–16 cm wysokości, tworzy kłącza. Pędy są płożące, nagie, często czerwonawe, o długości 10–30 cm.
LiścieLiście odziomkowe i łodygowe są podobne. Blaszka liściowa jest naga i ma kształt od szeroko jajowato sercowatego do nerkowatego lub okrągławego. Mierzy 0,5–3 (zazwyczaj 1–2) cm długości i szerokości, jest karbowana lub tępo ząbkowana na brzegu (od 3 do 7 uwypukleń lub tępych zębów z każdej strony), ma tępą nasadę i niemal ostry wierzchołek. Ogonek liściowy jest nagi i ma 1–2 (czasami nawet do 4) cm długości. Przylistki są jajowate i osiągają 3–4 (maksymalnie 6) mm długości, są strzępiaste na długości 1 cm.
KwiatyPojedyncze, wyrastające z kątów pędów, osadzone na wyprostowanych, nagich szypułkach. Podsadki są równowąskie, strzępiaste, ze spiczastym wierzchołkiem, mają 4–6 mm długości. Mają działki kielicha o kształcie od wąsko trójkątnego do równowąskiego, ostro zakończone i dorastające do 5–7 mm długości, z wypustkami o długości 0,5 mm. Korona kwiatu mierzy 1–1,5 cm średnicy. Płatki są większe od działek kielicha, od odwrotnie jajowato podługowatych do lancetowatych, mają biała barwę z fioletowymi żyłkami, płatki boczne są brodate, dolny płatek posiada krótką i obłą ostrogę. Słupek jest kolczasty u podstawy, ma 1,5–2 mm długości, znamię jest niemal główkowate.
OwoceNagie torebki mierzące około 1 cm długości, o elipsoidalnym kształcie. Nasiona są jajowate, jasnobrązowe, długości 1–1,5 mm.

## Biologia i ekologia
Kwitnie od września od marca (zazwyczaj od listopada do stycznia), natomiast owoce pojawiają się od września do maja, ze szczytem owocowania przypadającym od grudnia do lutego). 